# Formula Renault Eurocup
La Eurocup Formula Renault 2.0 o Eurocup Formula Renault è stata la serie principale della categoria Formula Renault; si disputò su tracciati di tutta Europa e prevedette la partecipazione dei migliori piloti delle serie nazionali.
Nacque nel 1991 come Rencontres Internationales de Formule Renault, per essere ribattezzata Eurocup Formula Renault (nome con cui è ancora oggi nota) dopo due stagioni. Nel 2000 fu ribattezzata Formula Renault 2000 Eurocup, nome che mantenne - con l'eccezione del 2003 (Formula Renault 2000 Masters) - fino al 2004. Nel 2005 ha preso la denominazione Eurocup Formula Renault 2.0.
Dal 2021, la categoria è stata sostituita dal Campionato FIA di Formula 3 europea regionale 2022

## Albo d'oro
| Stagione | Nome della serie                              | Pilota vincitore     | Team vincitore        |
| -------- | --------------------------------------------- | -------------------- | --------------------- |
| 1991     | Rencontres Internationales de Formule Renault | Jason Plato          |                       |
| 1992     | Rencontres Internationales de Formule Renault | Pedro de la Rosa     |                       |
| 1993     | Eurocup Formula Renault                       | Olivier Couvreur     |                       |
| 1994     | Eurocup Formula Renault                       | James Matthews       |                       |
| 1995     | Eurocup Formula Renault                       | Cyrille Sauvage      |                       |
| 1996     | Eurocup Formula Renault                       | Enrique Bernoldi     |                       |
| 1997     | Eurocup Formula Renault                       | Jeffrey van Hooydonk |                       |
| 1998     | Eurocup Formula Renault                       | Bruno Besson         |                       |
| 1999     | Eurocup Formula Renault                       | Gianmaria Bruni      |                       |
| 2000     | Formula Renault 2000 Eurocup                  | Felipe Massa         | JD Motorsport         |
| 2001     | Formula Renault 2000 Eurocup                  | Augusto Farfus       | Prema Powerteam       |
| 2002     | Formula Renault 2000 Eurocup                  | Eric Salignon        | Graff Racing          |
| 2003     | Formula Renault 2000 Masters                  | Esteban Guerrieri    | JD Motorsport         |
| 2004     | Formula Renault 2000 Eurocup                  | Scott Speed          | Motopark Academy      |
| 2005     | Eurocup Formula Renault 2.0                   | Kamui Kobayashi      | SG Formula            |
| 2006     | Eurocup Formula Renault 2.0                   | Filipe Albuquerque   | JD Motorsport         |
| 2007     | Eurocup Formula Renault 2.0                   | Brendon Hartley      | Epsilon RedBull       |
| 2008     | Eurocup Formula Renault 2.0                   | Valtteri Bottas      | SG Formula            |
| 2009     | Eurocup Formula Renault 2.0                   | Albert Costa         | Epsilon Euskadi       |
| 2010     | Eurocup Formula Renault 2.0                   | Kevin Korjus         | Tech 1 Racing         |
| 2011     | Eurocup Formula Renault 2.0                   | Robin Frijns         | Josef Kaufmann Racing |
| 2012     | Eurocup Formula Renault 2.0                   | Stoffel Vandoorne    | Josef Kaufmann Racing |
| 2013     | Eurocup Formula Renault 2.0                   | Pierre Gasly         | Tech 1 Racing         |
| 2014     | Eurocup Formula Renault 2.0                   | Nyck de Vries        | Koiranen GP           |
| 2015     | Eurocup Formula Renault 2.0                   | Jack Aitken          | Josef Kaufmann Racing |
| 2016     | Eurocup Formula Renault 2.0                   | Lando Norris         | Josef Kaufmann Racing |
| 2017     | Formula Renault Eurocup                       | Sacha Fenestraz      | R-ace GP              |
| 2018     | Formula Renault Eurocup                       | Max Fewtrell         | R-ace GP              |
| 2019     | Formula Renault Eurocup                       | Oscar Piastri        | R-ace GP              |
| 2020     | Formula Renault Eurocup                       | Victor Martins       | ART Grand Prix        |